# Esgrima nos Jogos Olímpicos de Verão de 1928 - Florete por equipes masculino
A competição de florete por equipes masculino nos Jogos Olímpicos de Verão de 1928 foi disputada entre os dias 29 e 30 de julho no Schermzaal. No total, 88 esgrimistas de 16 nações disputaram o evento.

## Participantes
A seguir, as nações participantes com seus respectivos esgrimistas:
| Alemanha - Erwin Casmir - Fritz Gazzera - Julius Thomson - Wilhelm Löffler - August Heim - Heinrich Moos Argentina - Roberto Larraz - Raúl Anganuzzi - Luis Lucchetti - Héctor Lucchetti - Carmelo Camet Áustria - Richard Brünner - Ernst Baylon - Kurt Ettinger - Hans Lion - Hans Schönbaumsfeld - Rudolf Berger Bélgica - Max Janlet - Pierre Pêcher - Raymond Bru - Albert De Roocker - Jean Verbrugge - Charles Crahay Dinamarca - Ivan Osiier - Jens Berthelsen - Kim Bærentzen - Johan Praem Egito - Joseph Misrahi - Abu Bakr Ratib - Mahmoud Ahmed Abdin - Saul Moyal - Salvator Cicurel | Espanha - Diego Díez - Domingo García - Juan Delgado - Félix de Pomés - Fernando García Estados Unidos - George Calnan - René Peroy - Joe Levis - Harold Rayner - Henry Breckinridge - Dernell Every França - Philippe Cattiau - Roger Ducret - André Labatut - Lucien Gaudin - Raymond Flacher - André Gaboriaud Grã-Bretanha - Thomas Wand-Tetley - Robert Montgomerie - Frederick Sherriff - Denis Pearce - Charles Simey - Jack James Hungria - Ödön von Tersztyánszky - György Rozgonyi - György Piller-Jekelfalussy - József Rády - Gusztáv Kálniczky - Péter Tóth | Itália - Ugo Pignotti - Giulio Gaudini - Giorgio Pessina - Gioacchino Guaragna - Oreste Puliti - Giorgio Chiavacci Noruega - Jacob Bergsland - Johan Falkenberg - Frithjof Lorentzen - Sigurd Akre-Aas Países Baixos - Frans Mosman - Doris de Jong - Nicolaas Nederpeld - Paul Kunze - Wouter Brouwer - Otto Schiff Romênia - Nicolae Caranfil - Dan Gheorghiu - Gheorghe Caranfil - Mihai Savu - Ion Rudeanu Suíça - Édouard Fitting - Frédéric Fitting - Eugène Empeyta - John Albaret - Michel Fauconnet - Jean de Bardel |

## Medalhistas
Os três melhores colocados da fase final conquistariam as medalhas, o ouro ficou com a Itália, que derrotou seus três adversários na final. Por sua vez, o pódio foi completado pela França e Argentina, respectivamente prata e bronze.
|  | ITA Itália                                                                                      |  | FRA França                                                                                |  | ARG Argentina                                                               |
|  | Ugo Pignotti Giulio Gaudini Giorgio Pessina Gioacchino Guaragna Oreste Puliti Giorgio Chiavacci |  | Philippe Cattiau Roger Ducret André Labatut Lucien Gaudin Raymond Flacher André Gaboriaud |  | Roberto Larraz Raúl Anganuzzi Luis Lucchetti Héctor Lucchetti Carmelo Camet |

## Resultados

### Primeira fase
As partidas ocorreram no dia 29 de julho, as duas melhores nações de cada grupo se classificaram para a fase seguinte.
Grupo A
| Pos. | Nação         | V | Q. |
| ---- | ------------- | - | -- |
| 1    | FRA França    | 3 | Q  |
| 2    | DEN Dinamarca | 2 | Q  |
| 3    | GER Alemanha  | 1 |    |
| 4    | ROU Romênia   | 0 |    |

Grupo B
| Pos. | Nação         | V | Q. |
| ---- | ------------- | - | -- |
| 1    | ARG Argentina | 3 | Q  |
| 2    | BEL Bélgica   | 2 | Q  |
| 3    | ESP Espanha   | 1 |    |
| 4    | NOR Noruega   | 0 |    |

Grupo C
| Pos. | Nação             | V | Q. |
| ---- | ----------------- | - | -- |
| 1    | NED Países Baixos | 1 | Q  |
| 2    | HUN Hungria       | 0 | Q  |

Grupo D
| Pos. | Nação            | V | Q. |
| ---- | ---------------- | - | -- |
| 1    | ITA Itália       | 2 | Q  |
| 2    | AUT Áustria      | 1 | Q  |
| 3    | GBR Grã-Bretanha | 0 |    |

Grupo E
| Pos. | Nação              | V | Q. |
| ---- | ------------------ | - | -- |
| 1    | USA Estados Unidos | 2 | Q  |
| 2    | SUI Suíça          | 1 | Q  |
| 3    | EGY Egito          | 0 |    |

### Segunda fase
As partidas ocorreram no dia 29 de julho, as duas melhores nações de cada grupo se classificaram para a fase seguinte.
Grupo A
| Pos. | Nação       | V | Q. |
| ---- | ----------- | - | -- |
| 1    | FRA França  | 3 | Q  |
| 2    | BEL Bélgica | 2 | Q  |
| 3    | AUT Áustria | 1 |    |
| 4    | SUI Suíça   | 0 |    |

Grupo B
| Pos. | Nação              | V | Q. |
| ---- | ------------------ | - | -- |
| 1    | USA Estados Unidos | 2 | Q  |
| 2    | ARG Argentina      | 1 | Q  |
| 3    | NED Países Baixos  | 0 |    |

Grupo C
| Pos. | Nação         | V | Q. |
| ---- | ------------- | - | -- |
| 1    | ITA Itália    | 2 | Q  |
| 2    | HUN Hungria   | 1 | Q  |
| 3    | DEN Dinamarca | 0 |    |

### Semifinais
As partidas das semifinais ocorreram no dia 29 de julho, as duas melhores nações de cada grupo se classificaram para a fase seguinte.
Grupo A
| Pos. | Nação              | V | Q. |
| ---- | ------------------ | - | -- |
| 1    | FRA França         | 1 | Q  |
| 1    | ITA Itália         | 1 | Q  |
| 3    | USA Estados Unidos | 0 |    |

Grupo B
| Pos. | Nação         | V | Q. |
| ---- | ------------- | - | -- |
| 1    | ARG Argentina | 1 | Q  |
| 1    | BEL Bélgica   | 1 | Q  |
| 3    | HUN Hungria   | 0 |    |

### Final
As partidas da fase final ocorreram no dia 30 de julho.
| Pos.              | Nação         | V   |
| ----------------- | ------------- | --- |
| Medalha de ouro   | ITA Itália    | 3   |
| Medalha de prata  | FRA França    | 1⁄2 |
| Medalha de bronze | ARG Argentina | 1   |
| 4                 | BEL Bélgica   | 1⁄2 |